# Microkayla condoriri
Microkayla condoriri is een kikker uit de familie Craugastoridae. De soort komt voor in Bolivia.